# راي بوينتر
راي بوينتر (بالإنجليزية: Ray Pointer)‏ هو لاعب كرة قدم بريطاني في مركز الهجوم، ولد في 10 أكتوبر 1936 في Cramlington ‏ في المملكة المتحدة، وتوفي في 26 يناير 2016 في بلاكبول في المملكة المتحدة. شارك مع منتخب إنجلترا لكرة القدم. أما مع النوادي، فقد لعب مع كوفنتري سيتي ونادي بورتسموث ونادي بوري ونادي بيرنلي وهافانت أند ووترلوفيل.

## وصلات خارجية
- راي بوينتر على موقع قاعدة بيانات كرة القدم.إي يو (الإنجليزية)
- راي بوينتر على موقع ناشيونال فوتبول تيمز (الإنجليزية)